# Tones on Tail
Tones on Tail — музичний сайд-проект Денієла Еша з гурту Bauhaus і Ґлена Кемплінґа (Glenn Campling). Створений 1982 року. Після розпаду Bauhaus у 1983 до гурту приєднався ударник Кевін Гаскінс (Kevin Haskins). Гурт розпався у 1984, після чого Еш і Гаскінс створили Love and Rockets.

## Відгуки
На сайті Allmusic критик Нед Реґет (Ned Raggett) сказав: "Залишивши позаду переважно похмурі тіні колишнього гурту, Еш і Денієл витягнули з часів Bauhaus найбільш недооцінену свою силу — суміш стилів.". Річард Вільямз (Richard Williams) із The Michigan Daily написав: "Tones on Tail зберегли традиційний для Bauhaus присмак моторошності, але тепер вплітають і поп-елементи.". James Muretich із The Calgary Herald написав: "З попелу Bauhaus піднялось британське тріо, що перетворюється в один з найбільш вражаючих і моторошних тутешніх танцювальних гуртів".

## Використання творчості
Пісню "Go!" використали в серіалі Беверлі-Хіллз, 90210 (серія "U4EA") і рекламі 2008 року автомобіля Mercury Mariner від Ford Motor Company.

## Дискографія
Студійні альбоми
- Pop (1984)

Міні-альбоми
- Tones on Tail (1982)
- Burning Skies (1983)
- Something! (1998)

Окремки
- "There's Only One" (1982)
- "Burning Skies" (1983)
- "Performance" (1984)
- "Christian Says" (1984)
- "Lions" (1984)
- "Go!" (1984)

Збірки
- Tones on Tail (1985)
- Night Music (1987)
- Tones on Tail (1990)
- Everything! (1998)
- Weird Pop (2011)